# Вышегородцев, Владимир Иванович
Владимир Иванович Вышегородцев (19 июня 1950 — 6 сентября 2022) — советский и российский художник-мультипликатор. Заслуженный художник Российской Федерации (2013).

## Биография
Родился 19 июня 1950 года. В 1969 году окончил Архитектурно-строительный техникум в Москве, в 1975-м — курсы творческих работников Гостелерадио СССР. С 1975 по 1978 год — мультипликатор на студии «Мульттелефильм» Творческого объединения «Экран», с 1978 по 1999 на киностудии «Союзмультфильм», с 1986 по 1987 на студии «Таллинфильм», с 1999 по 2000 на студии «VargaStudio» в Будапеште. Был членом правления АП «Киностудия „Союзмультфильм“», учредитель и член правления РОО «Объединение „Союзмультфильм“». С 2000 сотрудничал с различными анимационными студиями Москвы.
Скончался 6 сентября 2022 года на 73-м году жизни от сердечного приступа. Церемония прощания состоялась 10 сентября в ГКБ имени Юдина в Москве.

## Фильмография
- 1975 — Басни Михалкова
- 1975 — Мук-скороход
- 1975 — Картина. Ехал Ваня
- 1975 — Леопольд и золотая рыбка
- 1976 — Все непонятливые
- 1977 — Марусина карусель
- 1977 — Лоскутик и Облако
- 1979 — Вовка-тренер
- 1979 — Жирна ли добыча?[3]
- 1979 — Как лиса зайца догоняла
- 1979 — Огневушка-поскакушка
- 1979 — Переменка № 2
- 1979 — Приезжайте в гости
- 1979 — Баба-Яга против!. Выпуск № 1
- 1980 — Баба-Яга против!. Выпуск № 2
- 1980 — Каникулы в Простоквашино
- 1980 — Котёнок по имени Гав (выпуск 4)
- 1980 — Лебеди Непрядвы
- 1981 — Пёс в сапогах
- 1981 — Приключения Васи Куролесова
- 1981 — Золотой цыплёнок
- 1981 — Несчастливая звезда
- 1982 — Прежде мы были птицами
- 1982 — Олимпионики
- 1983 — Ад
- 1983 — Девочка и пираты — Весёлая карусель № 15
- 1983 — От двух до пяти
- 1983 — Слонёнок и письмо
- 1983 — Увеличительное стекло
- 1984 — Зима в Простоквашино
- 1984 — Контакты. Конфликты. Выпуск № 1
- 1984 — Кубик и Тобик
- 1984 — Муфта, Полботинка и Моховая борода
- 1984 — Про шмелей и королей
- 1985 — Контакты. Конфликты. Выпуск № 2
- 1985 — Мы с Шерлоком Холмсом
- 1985 — Старая лестница
- 1985 — Терёхина таратайка
- 1985 — Проделки Рамзеса
- 1987 — Проделки Рамзеса. Фильм второй
- 1987 — Проделки Рамзеса. Фильм третий
- 1987 — Контакты. Конфликты. Выпуск № 4
- 1987 — Муфта, Полботинка и Моховая борода. Фильм второй
- 1987 — Прямое попадание
- 1987 — Шурале
- 1988 — Кот, который умел петь
- 1988 — Лев и девять гиен
- 1988 — Случай с бегемотом
- 1988 — Потерялась птица в небе
- 1989 — Сегодня в нашем городе
- 1989 — Надводная часть айсберга
- 1989 — Стереотипы
- 1990 — Когда-то давно
- 1990 — Комино
- 1990 — Кот и Ко
- 1990 — Крылатый, мохнатый да масленый
- 1991 — Иван-царевич и серый волк
- 1997 — Незнайка на луне
- 2005 — Как Хома и суслик не разлучались. Удивительные приключения Хомы
- 2006 — Добрыня Никитич и Змей Горыныч
- 2006 — Элька
- 2006 — Бабка Ёжка и другие
- 2009 — День рождения Алисы

## Документальное кино
Владимир Вышегородцев снимался в документальном кино:
- «Фабрика чудес» — 4 серия: «Аниматор. Диалоги о профессии»[4].

## Награды
- Заслуженный художник Российской Федерации (15 апреля 2013 года) — за заслуги в области изобразительного искусства[5].
- Благодарность Министерства культуры Российской Федерации (2 декабря 2011 года) — за большой вклад в российскую анимацию, многолетнюю плодотворную работу и в связи со 100-летием мультипликационного кино[6].